# Китуе
Китуе (на английски: Kitwe, на местния диалект Китве) е град в Северна Замбия, третият по големина в страната след столицата Лусака и Ндола. Намира се в провинция Копербелт, близо до река Кафуе. Близо е до границата с Демократична република Конго. Основан е през 1936 г. от европейци като медодобивен минен център. Шосеен транспортен възел. Има жп гара, от която на югоизток се пътува до Ндола, а на север до другите два големи града на страната Чингола и Муфулира, и Демократична република Конго. Освен добивът на мед други отрасли от икономиката му са хранително-вкусовата промишленост, производството на облекло и пластмаси. Университета на града е основан през 1970 г. Населението му е 501 360 жители от преброяването през 2010 г.

## Побратимени градове
- Бор, Сърбия
- Бая Маре, Румъния
- Детройт, Мичиган, САЩ
- Шефилд, Англия